# Los peligros de Penélope Glamour
Los peligros de Penélope Glamour (siendo su título original The Perils of Penelope Pitstop) es una serie de televisión de dibujos animados de drama, creada por las productoras Filmation y Metro-Goldwyn-Mayer. Fue estrenada el 13 de septiembre de 1969, como parte de la nueva programación de caricaturas que presentaba cada otoño la cadena ABC en el horario infantil de los sábados por la mañana. La serie duró una temporada, con un total de 17 episodios de 21 a 22 minutos de duración cada uno, los cuales serían luego lanzados en formato DVD por Warner Home Video. Técnicamente, la serie tuvo dos temporadas, la primera de 12 episodios entre 1969 y 1970, y la segunda compuesta por los restantes 5 capítulos, transmitidos entre 1970 y 1971. Nunca fue dicho ni especificado en ninguna fuente ni en los extras del DVD por qué la serie no recibió una segunda temporada de 12 episodios como la primera, y solo recibió cinco.
En Japón, la serie fue estrenada en el año 1969 a través de la cadena NHK General TV. La serie fue retransmitida en varios países luego de su emisión original, hasta que pudo ser vista en todo el mundo, primero por el canal Cartoon Network en los años 90, y después por la cadena Boomerang, en la cual continuó transmitiéndose hasta el año 2004 en Latinoamérica.

## Otrasapariciones
- El título de la serie apareció en un videojuego en la película ¡Scooby! en 2020.

## Historia
Luego del éxito que supuso la serie de 1968 Los Autos Locos, Hanna-Barbera decidió tomar a algunos personajes de dicha serie y expandirlos en sus propios programas.
El ambiente, estilo y formato de Los peligros de Penélope fue totalmente modelado sobre la base de los seriales de melodrama The Perils of Pauline, que se desarrollaban mediante el uso de cliffhangers, de la época de las películas mudas (años 1920), y que tenían como tema a una damisela en apuros, usando los personajes más exitosos de la serie previa, Los autos locos. En este caso, se decidió poner como protagonista a Penélope Glamour, la glamorosa corredora que competía en las carreras con su auto, el Número Cinco. Según la información del DVD lanzado de la serie, inicialmente la idea consistía en poner como villanos a Pierre Nodoyuna y su compañero Patán. Sin embargo, estos personajes fueron descartados durante la preproducción del programa, y luego utilizados en otra de las series que se estrenaron ese año: El escuadrón diabólico.
Debido a la decisión de presentar a los personajes en un entorno diferente, los ejecutivos del estudio decidieron crear la trama en un formato de aventura y drama, con una fuerte reminiscencia de la década de 1920. De hecho, este homenaje a la era de los filmes mudos se ve en la serie en forma de los vestuarios, escenarios, música y, por supuesto, el género dramático. Sumándose a este formato, la introducción hacia los episodios era narrada al estilo de un serial que continuaba con cliffhangers. Por ejemplo, el narrador iniciaba algunos episodios recapitulando los anteriores, diciendo por ejemplo: "La última vez que vimos a Penélope, estaba a Merced de la Garra Siniestra...". Debido a que la serie fue editada para sus retransmisiones, el formato original de la serie era un serial de episodios continuo, y por eso el narrador da esta introducción en el inicio, debido a que originalmente estaba recapitulando lo último que ocurrió en el capítulo anterior. Cada capítulo finalizaba con Penélope en medio de un peligro directo que superar, como por ejemplo siendo lanzada de un cañón de circo a la jaula de los animales salvajes. El episodio acababa con el narrador diciendo: "¿Podrá Penélope salvarse? No se pierda la próxima semana, el episodio La gran Trampa, para conocer el desenlace". El siguiente episodio recapitularía el final del anterior como antes ya fue mencionado, y continuaría las aventuras de Penélope y los peligros que esta encontraba. En todas las reemisiones posteriores a la original así como en el DVD de la serie, los finales con cliffhanger de los episodios fueron editados y extraídos, aunque algunas emisoras extranjeras conservaron estos finales, algo parecido a lo visto en la serie de ciencia ficción Quantum Leap.

## Argumento
Penélope Glamour/Pitstop En La Versión Original es muchas cosas: una chica joven, dulce, hermosa y, sobre todo, rica. Penélope ha heredado una gran fortuna, y es protegida por su tutor y asesor financiero, un hombre a quien ella supone tímido llamado Silvestre Dos Caras, quien sin ella saberlo es en realidad su peor enemigo, la Garra Siniestra. Este enmascarado ambiciona la fortuna de Penélope y no se detendrá ante nada para obtenerla a toda costa. Por ello, en cada oportunidad que se le presenta, captura a Penélope y, con ayuda de sus secuaces, los Hermanos Viles, le prepara pérfidas y traicioneras trampas para asesinarla, y lograr al fin que su fortuna le pertenezca. Sin embargo, Penélope siempre se salva de estos peligros, gracias a las oportunas intervenciones de sus amigos del escuadrón Mete La Pata, y su increíble auto Chugga-Boom. Los miembros del escuadrón Mete La Pata originalmente eran también participantes en las carreras de la serie Los Autos Locos, solo que eran mostrados como un grupo de mafiosos y/o delincuentes perseguidos por la Ley, y presentados con el nombre de "Mafio y sus pandilleros", que competían con "La antigualla Blindada" (el auto número 7). Sin embargo, en esta serie se muestra que los miembros o se han reformado, o nunca tuvieron los antecedentes criminales de la serie en que aparecieron. Los miembros también tienen nombres completamente nuevos en esta serie, incluyendo el nombre de su jefe, Mafio, quien fue renombrado como Clyde(En un guiño indirecto a Bonny y Clyde,pero también relacionado con la serie de los Autos Locos al darle un nombre de un conocido hampon.). La razón de que el escuadrón proteja y cuide a Penélope nunca fue mencionada, aunque en un episodio, el narrador menciona que ellos eran sus "benefactores",a su vez ellos fungian mas como Guardaespaldas de Penelope y cuerpo de seguridad propiamente dicho, cada uno tiene una habilidad de tipo única y hasta cierto punto superhumana.
A cierta forma tenían un parecido en concepto similar al de Blancanieves y los 7 enanos. y de hecho siempre están acompañados de su automóvil, un Ford Modelo A Sedan a 4 puertas de 1929 con apariencia propia (Aunque también puede dar un guiño a un Ford Modelo T 1924 Tudor Sedan) con personalidad propia estilo VW Herbie Denominado "Chocabum" en el original se le llama "Chugg-A-Bum" mismo que también hace el rol de compañero y mascota que salva también al escuadrón y a penelope.
El "villano de villanos", la Garra Siniestra (como se lo presentaba), diseñaba trampas innecesariamente complicadas para matar a Penélope, como por ejemplo un dispositivo que desbarate el avión en que viajaba, corte su paracaídas y la deje caer en una caja llena de gatos monteses. Los intentos del escuadrón por rescatarla no siempre funcionaban bien, por lo que a veces ella terminaba salvándolos a ellos. Mientras que Penélope era curiosamente indefensa cuando la Garra Siniestra la capturaba, una vez que él la dejaba amarrada y se iba a contemplar el "futuro éxito de su plan", Penélope repentinamente se volvía ingeniosa y llena de inusuales recursos, usando creativos planes para escapar.
Debido a su deseo de apoyar causas humanitarias, participar en competiciones deportivas y otros eventos, o para donar parte de su fortuna a alguna fundación, Penélope estaba siempre en alguna parte del mundo. Principalmente estaba en América, pero también viajó a Egipto, Inglaterra, la jungla, Bagdad, el desierto de Arabia Saudita y el Polo Norte. Estos escenarios fueron pintados por el artista y dibujante Walter Peregoy.
Como otras series que fueron spin-offs como por ejemplo El escuadrón diabólico, ni Penélope ni sus amigos mencionaron nunca a las carreras de los autos locos, y el automóvil que conducía Penélope así como la antigualla del escuadrón nunca aparecieron. Penélope normalmente conducía un auto deportivo verde, o cualquier vehículo que encontraba a la mano, e incluso a Chugga-Boom. Sin embargo, existe una referencia singular en el primer episodio, Penélope en la jungla. En este episodio, Penélope cae en las manos del villano, y lo presenta diciendo: "¡Si eres tú, mi enemigo acérrimo, la Garra Siniestra!", a lo que la Garra responde: "¿Quién esperabas que fuera, el barón Nodoyuna?", haciendo referencia al personaje de Pierre Nodoyuna de la serie anterior. Otra referencia es dada en el episodio Carnaval desastroso, en el que el escuadrón Mete La Pata es nuevamente presentado en su forma original de la serie Los Autos Locos.
Además, en los primeros bocetos de la serie, estaba previsto que Penélope tuviera un hermano menor llamado Johnny Glamour, que ayudaría al escuadrón Mete La Pata a salvarla de la garra Siniestra. En esos mismos bocetos, Pierre Nodoyuna y Patán se suponía que eran los guardaespaldas personales de Johnny Glamour, utilizando una vez más su coche, el Super Ferrari. Todo esto estaba en los primeros bocetos, y nunca fue realizado en el producto final.

## Personajes
- Penélope Glamour: El personaje de Penélope Glamour fue inicialmente creado por los diseñadores del estudio, Iwao Takamoto y Jerry Eisenberg, ante la petición de Lou Scheimer de incluir un personaje femenino en la serie de Hanna Barbera Los Autos Locos. En dicha serie, conducía el Auto Número Cinco, un coche rosa de apariencia femenina. Como corredora, vestía un uniforme de carreras de color rosa brillante, guantes blancos, medias marrones y botas blancas. Como protagonista de su propia serie, el personaje fue rediseñado. Penélope, la protagonista, de carácter ingenuo y adorable, es la clásica "Damisela en apuros", como en los viejos seriales de Los peligros de Pauline. Una de sus frases es: "¡Socorro, Auxilio!" (en inglés Help, Help!), hablado con el acento propio de la clase alta del sur de los Estados Unidos. Aquí, la personalidad de Penélope es una curiosa mezcla de ingenuidad e indefensión: En muchas ocasiones ella idea inteligentes maneras de escapar de los peligros en los que la pone su perverso tutor, Silvestre Dos Caras (quien sin ella saberlo es en realidad la Garra Siniestra), y es muy atlética, ya que si se menciona algún deporte, se revela que ella era la campeona de dicho deporte en la universidad. Sin embargo, al ser capturada, no puede hacer nada más que pedir auxilio. Es retratada como una joven muy femenina: dulce, coqueta, preocupada por su apariencia, etc.[3] Nunca se sabe de donde proviene la fortuna de Penélope o la causa o motivo por la cual ella la heredó, aunque en el inicio del episodio 9, cuando Penélope compite en la Carrera de Trotones, menciona que su querido padre hubiera deseado que ganara, lo cual indicaría que tal vez su padre había fallecido y le había dejado toda su fortuna en herencia. Su voz y su manera de hablar fueron creadas por la actriz estadounidense Janet Waldo y en español por Edith Byrd.
- La Garra Siniestra: El villano de la serie, escondido tras la personalidad del amable y simpático tutor de Penélope, Silvestre Dos Caras. Viste un traje morado, un sombrero verde y una máscara. En caso de la muerte de Penélope, su fortuna pasaría a manos de su tutor. Él era un maestro del disfraz, y a menudo, con la ayuda de sus secuaces, los Hermanos Viles, (dos hermanos gemelos que se vestían igual), trataba de capturar a Penélope y reclamar su fortuna para él. Ella nunca sospechó de sus intenciones, debido a que realizaba sus actos infames disfrazado como "La Garra Siniestra". Sin embargo, había un gag recurrente donde Penélope le comentaba a Dos Caras que se parecía a la Garra Siniestra, pLou Scheimerero para ella era imposible que su amable tutor fuera el villano. En "La gran trampa", Silvestre Dos Caras le reveló a Penélope que él era la Garra, pero Penélope no lo creyó, ya que Dos Caras estaba realizando un acto de circo. La voz en inglés del personaje fue originalmente interpretada por Paul Lynde. Para el doblaje al español realizado en México, esta voz fue hecha por el actor Enrique Gilabert. (En la versión japonesa, fue interpretado por Kiyoshi Kawakubo). Al igual que Boris Malosnov en la serie Las aventuras de Rocky y Bullwinkle, la Garra Siniestra podría interactuar y hablar con el narrador: a veces el narrador le revela la trampa a la audiencia, sin dejar que la Garra lo explique y sorprenda al público. La Garra luego llamaba al narrador: "entrometido" o "tipo listo", por interferir con sus crímenes. A pesar de saber que existe un narrador y poder hablar con él, en ningún momento la Garra Siniestra se da cuenta de que él y toda la gente de su mundo no son más que personajes de una película con un guion.
- El Escuadrón Mete la Pata: Los protectores y salvadores de Penélope, un grupo de 7 pequeños hombrecillos con personalidades exageradas, que recuerdan a los siete enanitos del cuento de Blancanieves. Cada uno de los siete miembros tenía un talento único, como la velocidad de Rapidín, las redes y artefactos que conseguía Bolsillos además de su inteligencia, y la puntería de Olvidón, aunque obviamente los "héroes" fallaban en su misión o sus habilidades no funcionaban como debieran. Los 7 miembros del Escuadrón Mete la Pata son:
  - Clyde: El líder, que dirige y da instrucciones a todos para rescatar a Penélope, a lo que todos siempre responden: "Correcto Clyde". Suele enojarse cuando uno de los miembros del escuadrón falla y arruina el rescate, o cuando algún miembro del escuadrón (especialmente Olvidón) mal interpreta sus indicaciones. Fue interpretado en el original por el actor Paul Winchell, y en el doblaje en español por el actor Juan José Hurtado.
  - Olvidón (Dum Dum en la versión original): Miembro despistado del escuadrón, usa una banda de color ciruela en su sombrero. Sus frases son: "¡Allá vamos, Penélope", y "¿Qué haremos ahora, Clyde?". El personaje es igual a su contraparte de Los Autos Locos, debido a que él era la causa de la mayoría de problemas. Sin embargo, en Los Autos Locos se le llamaba "Ringo", y en esta su nombre cambia a Olvidón. Y como su nombre indica, es incapaz de recordar y enfocarse en el rescate de Penélope, y cuando Clyde le da una tarea que cumplir, es normal que lo eche todo a perder. Es interpretado por Don Messick en la versión original y por Edith Byrdpara la versión en español. En un episodio se le llamó Olvidín.
  - Bolsillos (Pockets en inglés): Capaz de conseguir útiles objetos para sacar al escuadrón de problemas, incluso las cosas más improbables. Tiene una franja verde en su sombrero, y bolsillos por todo su traje (de ahí su nombre). Interpretado por Don Messick y Fernando Rivas Salazar.
  - Dormilón (Snoozy): Como su nombre indica, todo el tiempo tenía sueño, y era capaz de dormir en los momentos de peligro, pero pese a dormirse en el trabajo, siempre se las arreglaba para estar al tanto de lo que estaba pasando, y podía pilotar a Chugga-Boom mientras dormía. Sin embargo, durante el sueño, sugiere ideas para salir de problemas. Tiene una franja azul en el sombrero, y siempre se inclina en posición vertical, con la cabeza sobre el hombro de Olvidón. Interpretado por Don Messick en inglés y en México por Juan Domingo Méndez.
  - Llorón (Softy en inglés): Como su nombre lo dice, este miembro del escuadrón siempre encuentra una razón para estar triste y llorar, ya sea de felicidad, de tristeza, de emoción o de desesperanza. Raras veces sonríe, y la banda en su sombrero es rosa. Interpretado por Don Messick en la versión original y para México por Edgar Wald
  - Risón (Yak Yak en la versión original): El más hablador del escuadrón, capaz de reír de cualquier cosa, sin importar cuán desastrosa fuera la situación o el tema del que estaba hablando. Reía incluso cuando parecía imposible rescatar a Penélope. Identificable por su cabello rubio. Interpretado por el actor Mel Blanc y en el doblaje Mexicano por Juan Domingo Méndez y Víctor Manuel 'El Güero' Castro.
  - Rapidín (Zippy en el original): Atleta olímpico, y el miembro más veloz del escuadrón. Si Bolsillos no puede conseguir nada para resolver los problemas, Clyde suele enviar a Rapidín a traer lo que se necesita, y ahí es donde Rapidín suele fallar. Se le identifica por su rápida forma de hablar y su rápida respuesta a lo que se le pide. La franja en su sombrero es roja, igual que la de Clyde. Es interpretado por Don Messick en la versión original y en México por Juan Domingo Méndez.
- El Narrador: A pesar de no ser un personaje, el narrador estaba enterado de todo lo que pasaba en el programa, y al parecer podía interactuar con los personajes y entrar en su mundo. Cada vez que se burlaba de la Garra Siniestra o estropeaba sus planes hablando con Penélope o dándole ideas, la Garra lo llamaba: "¡Sabelotodo!", o "Chismoso", siendo esta una fuente para dar humor a la trama. En el doblaje mexicano fue hecho por José Manuel Rosano. Su voz en inglés fue proporcionada por el actor Gary Owens, quien ya antes había trabajado para Hanna-Barbera como la voz del superhéroe "Fantasma del Espacio", y cuya voz imponente era perfecta para aumentar y dar el toque dramático a la caricatura.[4]

Nótese que, como ya antes fue mencionado, los miembros del escuadrón Mete La Pata habían aparecido previamente en la serie Los Autos Locos, bajo el nombre de "Mafio y sus pandilleros", conduciendo el auto Número 7, La "Antigualla Blindada", el cual fue reemplazado por el auto Chugga-Boom" (voz hecha por Mel Blanc, un increíble coche que en algunos episodios parecía tener mente propia y entender las órdenes que se le daban, además de tener ojos en lugar de faros. Sin embargo, en otros episodios el auto aparecía completamente inanimado, y en aquellas escenas era dibujado sin los ojos en los faros.

## Episodios
A continuación la lista de episodios de Los peligros de Penélope Glamour, con sus nombres en inglés y en el doblaje al español y una sinopsis de cada uno de ellos:
1. Peligro en la jungla (Jungle Jeopardy): Penélope Glamour está a punto de completar la última etapa de su vuelo alrededor del mundo en aeroplano, como una sorpresa para su tutor Silvestre Dos Caras, sin saber que este la está observando y ha saboteado su aeroplano para que se desbarate en el aire. El escuadrón Mete La Pata intenta salvarla, pero ella, viendo que dichos intentos fallan, logra saltar y caer a salvo en un nido de águilas. Posteriormente, bajando del acantilado, es capturada por La Garra Siniestra, quien la arroja al río y hacia las cascadas de mil metros de altura. Sin embargo, esta vez sí es salvada por el escuadrón Mete La Pata, y llevada después a un claro de la jungla mientras sus amigos reparan a Chugga-Boom, pero es capturada por dos orangutanes y luego llevada de nuevo a las manos de la Garra Siniestra, quien la ata sobre un pozo de cocodrilos, en el cual va cayendo poco a poco con cada banana que se come un simio. Penélope logra liberarse y ponerse a salvo, pero la Garra Siniestra le tiene aún toda clase de peligros que enfrentar.
2. La espeluznante trampa del tranvía (The Terrible Trolley Trap): En medio de la ceremonia de inauguración de su línea de tranvías, Penélope es atada a uno de ellos por la Garra Siniestra, quien ha desviado el tranvía para que caiga cuesta abajo hacia el Océano. El villano se encarga de mantener ocupado al escuadrón Mete La Pata, por lo cual Penélope decide liberarse usando su lima para las uñas y termina salvando a sus amigos. Sin embargo, la Garra logra capturarla y llevarla a su barco, donde la encierra en un compartimiento y lo llena con agua, tras lo cual un arpón espera para atravesarla. El escuadrón la busca incansablemente por todo el barco, pero el tiempo se les agota a cada segundo. ¿Lograrán salvarla?
3. La trampa en el malecón (The Boardwalk Booby Trap): Penélope disfruta de un relajante día en la playa, mientras sus amigos del escuadrón Mete La Pata la entierran en la arena. Lo que ellos no saben es que la Garra Siniestra ha mezclado cemento con la arena para que Penélope no vuelva a salir, y solo para asegurarse de que esa será su tumba permanente, los Hermanos Viles lo acompañan con una aplanadora. Como el escuadrón no puede sacarla, deciden intentar un rescate subterráneo y logran salvarla. Más tarde, Penélope es capturada durante una búsqueda del tesoro y llevada a una aldea de pescadores abandonada, donde su peor enemigo la espera. ¿Podrán sus amigos salvarla de un fatal destino?
4. Peligro en el legendario oeste (Wild West Peril): Mientras conducía en su auto, Penélope cae a un precipicio gracias a una trampa preparada por la Garra Siniestra. Afortunadamente, el escuadrón Mete La Pata logra salvarla a tiempo con un colchón. Sin embargo, la Garra pone una trampa al borde de un acantilado, que atraerá al escuadrón al filo y los hará caer sobre un tablero que catapultará a Penélope dentro de un barril y a sus amigos al fondo de un cañón cercano. Finalmente, Penélope es colocada en un carro minero lleno de explosivos que será lanzado como cohete al escarpado y empinado fondo de una mina.
5. Carnaval desastroso (Carnival Calamity): Penélope está en camino al carnaval, sin saber que la Garra Siniestra la espera con una trampa. Debido a que los Hermanos Viles han imposibilitado su rescate, Penélope se libera y logra llegar al carnaval, donde encontrará diversión y también peligro.
6. La pérfida trampa del guion cinematográfico (The Treacherous Movie Lot Plot): Penélope viaja a Hollywood para protagonizar una película, sin saber que la Garra Siniestra ha añadido una escena al guion en la que Penélope es secuestrada por un gorila estilo King Kong. Después de ser rescatada por el escuadrón, ella continúa con la filmación de la película, sin saber que le aguarda una electrizante sorpresa.
7. Peligro en el desierto de Arabia (Arabian Desert Danger): Penélope está escoltando a un raro camello bebé de color blanco desde Egipto, para donarlo al zoológico infantil. Pero la Garra Siniestra la atrapa en una carpa gigante que los Hermanos Viles llenan de aire caliente formando un gran globo. Después de ser salvada por sus amigos, Penélope es llevada al interior de una pirámide, donde la Garra intenta momificarla viva. Depende del escuadrón (y tal vez también del camello) el salvarla a tiempo.
8. La diabólica trampa del desfile de modas (The Diabolical Department Store Danger): Penélope se encuentra en las tiendas Glamour, lista para presentar las nuevas modas de París, sin saber que la Garra Siniestra y los Hermanos Viles están listos para hacer que su vida se acabe en el lugar más insospechado.
9. La espeluznante aventura de la carrera de trotones (Hair Raising Harness Race): Penélope está decidida a ganar la copa de oro en el evento principal de la feria del condado: la "carrera de trotones", sin saber que la Garra Siniestra provocará que se salga de control. Después, este la captura y la ata sobre un techo lleno de clavos, que irá bajando poco a poco. ¿Cómo hará el escuadrón Mete La Pata para impedir el fatal desenlace?
10. Peligro en el polo norte (North Pole Peril): Remando en kayak por el río Nanook, Penélope desea convertirse en la primera mujer en llegar al Polo Norte. Desafortunadamente, la Garra Siniestra la sigue en una barca y trata de cortar sus planes. ¿Podrá el escuadrón Mete La Pata salvarla y completar el viaje?
11. Ardid en la alta montaña (Tall Timber Treachery): Penélope se encamina hacia el campamento Lumber Glamour, donde ha sido elegida reina del festival indio del verano. Pero la Garra Siniestra y los Hermanos Viles desenganchan su vagón y la envían en un peligroso viaje por las vías de ferrocarril. El escuadrón Mete La Pata logra rescatarla y se ofrecen a llevarla al festival. Pero, por desgracia, la garra Siniestra no se rinde tan fácilmente, y hará todo lo posible para matar a Penélope, incluso si tiene que talar todos los árboles en el bosque para hacerlo.
12. Ardid a campo traviesa (Cross Country Double Cross): Penélope está realizando un salto en paracaídas para promocionar el descubrimiento de una estatua. Pero la Garra corta las cuerdas de su paracaídas y abajo la esperan los Hermanos Viles para lanzarla en un profundo fozo. Después de rescatarla, Penélope y el escuadrón Mete La Pata deben realizar un viaje a través de todo el país, en el que se encontrarán con todo tipo de peligros inesperados.
13. El gran peligro en Bagdad (Big Bagdad Danger): Penélope está en camino al palacio del Shah para que este le entregue el mapa secreto de la cueva de Alí Babá, sin saber que la Garra Siniestra la persigue con mortíferos planes en mente. ¿Logrará el escuadrón salvarla a tiempo para que ella pueda dar el tesoro de la cueva a los niños pobres de Bagdad?
14. Buena o mala fortuna (Bad Fortune In a Chinese Fortune Cookie): Penélope está en el barrio chino en San Francisco (California), para ver el desfile del Año Nuevo Chino. La garra Siniestra la captura en la boca de un dragón flotante que respira fuego, y la envía colina abajo hacia un almacén lleno de fuegos artificiales. Clyde y la banda siguen a Penélope para tratar de salvarla, ¿llegarán a tiempo?
15. La gran trampa (Big Top Trap): Mientras actuaba en el circo, Penélope es arrojada desde un cañón hacia la jaula de una sonriente hiena. Después del rescate, sus amigos del escuadrón Mete La Pata deciden trabajar de payasos para poder protegerla. Pero la Garra Siniestra, usando su habilidad para disfrazarse, se transforma en Clyde y arroja a Penélope de lo alto del trapecio hacia los Hermanos Viles, quienes la llevan a los pantanos donde será devorada por una planta carnívora. Solo logra salvarse gracias a su caballo Mariposa. Al final de este capítulo, Silvestre Dos Caras le revela a Penélope su verdadera identidad, transformándose ante sus ojos en la Garra Siniestra y diciéndole: "¿Quieres saber otra cosa? Yo soy en verdad la Garra Siniestra"; ella le dice: "¡Imposible!, apostaría mi fortuna a que no lo es", a lo que Silvestre responde: "La perderías querida, la perderías".
16. Juego peligroso (Game of Peril): Participando en la recolección de objetos en un concurso para encontrar un tesoro, Penélope encuentra uno de ellos, un monociclo, se sube en él y se dirige a un precipicio. Viendo su rescate, la Garra Siniestra decide participar también de la búsqueda y asegurarse de que Penélope no la termine.
17. Traición en Londres (London Town Treachery): Penélope visita Londres para entregar una pintura al Conde de Crumpet. La Garra Siniestra la captura y la ata en la torre del reloj, en la que un péndulo baja suavemente para perforarla viva. Tras su rescate, el Escuadrón y ella deciden descansar en una casa, donde la Garra Siniestra les invita una taza de té, solo que al beberla los chicos del Escuadrón se vuelven malvados y hasta ayudan a la Garra a asesinar a Penélope. ¿El efecto de la fórmula se acabará a tiempo? Este episodio parodia a la historia de El extraño caso del Dr. Jeckill y Mr. Hyde.

## Créditos de producción
- Producción y dirección: William Hanna y Joseph Barbera.
- Supervisor técnico: Frank Paiker.
- Dirección de guion: Earl Klein, Bill Pérez, Howard Swift, Alex Lovy.
- Diseño de personajes: Iwao Takamoto.
- Animadores y artistas: Fernando Arce, Ed Barge, George Goepper, Jerry Hathcock, David High, Volus Jones, Dick Lundy, Charles A. Nichols, Ed Parks, Cathy Patrick, Thelma Witmer.
- Fondos: Jack Huber, Willie Ito, Takashi Masunaga, Lance Nolley, Joel Seibel, Terry Slade, Grace Stanzell.
- Edición de montaje: David M. Horton, Joe Sandusky.
- Camarógrafos: John Aardal, George Epperson, Charles Flekal, Ralph Migliori, Cliff Shirpser, Dennis Weaver.
- Dirección de sonido: Richard Olson.
- Música original compuesta por: Ted Nichols.

## Lanzamiento en DVD
El 10 de mayo de 2005, Warner Home Video lanzó la serie completa (17 episodios) en formato DVD, bajo el nombre de The Perils of Penelope Pitstop, The Complete Series.. Los extras del DVD incluyen comentarios sobre algunos episodios, imágenes de los personajes, además de una retrospectiva en la historia de la serie que incluye entrevistas con los creadores y Janet Waldo, la voz en inglés de Penélope. El DVD está compuesto de 3 discos:
1. Disco 1: Contiene los 6 primeros episodios, con comentarios en dos de ellos, "Peligro en la jungla" y "La pérfida trampa del guion cinematográfico", con la participación de Janet Waldo, Gary Owens, el diseñador de personajes Iwao Takamoto, y los animadores de Warner Bros. Scott Awley y Scott Jeralds.
2. Disco 2: Contiene los episodios del 7-12, con una colección de clips con los personajes de la serie, más un extra informativo con entrevistas a Janet Waldo, el escritor Paul Dini, entre otros.
3. Disco 3: Contiene el resto de episodios, más una colección de avances de varios DVD de Hanna-Barbera que también están disponibles.[6]

## Los peligros de Penélope Glamour en otros idiomas
- portugués: Os Perigos de Penelope Pitstop.
- Portugués de Brasil: Os Apuros de Penélope Charmosa.
- italiano: Le peripezie di Penelope Pitstop / Le avventure di Penelope Pipstop.
- alemán: Die Gefahren der Penelope Pitstop.
- polaco: Perypetie Penelopy Pitstop